# Brachyllus bhutanensis
Brachyllus bhutanensis är en skalbaggsart som beskrevs av Keith 2005. Brachyllus bhutanensis ingår i släktet Brachyllus och familjen Melolonthidae. Inga underarter finns listade.